# Konkurrensskadeavgift
Konkurrensskadeavgift är en avgift som kan utdömas av Patent- och Marknadsdomstolen enligt 3 kap. 5 § konkurrenslagen (2008:579) om ett företag eller någon som handlar på ett företags vägnar uppsåtligen eller av oaktsamhet har överträtt vissa förbud i konkurrenslagen eller EG-fördraget. Avgiften tillfaller staten. 
Innan Konkurrensverket väcker talan om konkurrensskadeavgift mot ett företag, ska företaget ges tillfälle att yttra sig över verkets utkast till stämningsansökan.
Konkurrensskadeavgiften får inte överstiga tio procent av företagets omsättning föregående räkenskapsår.
Som försvårande omständigheter vid bedömningen av företagets överträdelse ska det särskilt beaktas om företaget har:
1. förmått annat företag att medverka i överträdelsen
2. om företaget har haft en ledande roll i överträdelsen.

Som förmildrande omständighet vid bedömningen av företagets överträdelse ska det särskilt beaktas om företagets medverkan i överträdelsen har varit begränsad.
Företaget kan komma i fråga för eftergift eller nedsättning av straffavgift.

## Fotnoter
1. ↑  3 kap. 5 § Konkurrenslagen (2008:579)
2. ↑  3 kap. 6 § Konkurrenslagen (2008:579)
3. ↑  3 kap. 9 § Konkurrenslagen (2008:579)
4. ↑  3 kap. 10 § Konkurrenslagen (2008:579)
5. ↑  3 kap. 14 § Konkurrenslagen (2008:579)